# Шах Азахар Абдулла Ахар
Мохаммад Шах Азахар бин Абдулла Ахар (малайск. Mohammad Shah Azahar bin Abdullah Ahar (более известный как Филипп Анак Ахар малайск. Philip Anak Ahar; род. 11 декабря 1983, Тембуронг, Бруней) — брунейский футболист, полузащитник клуба «Лун Баванг», бывший игрок национальной сборной Брунея.

## Карьера

### Клубная
Филипп начал играть в футбол в клубе КАФ из брунейской Премьер-лиги в сезоне 2005/2006 г. В качестве сотрудника «Ben Foods» (B), компании под корпорацией КАФ. Его клуб выиграл чемпионат Брунейской лиги в течение трёх сезонов подряд, пока он выступал там. Шах Азахар присоединился к команде «Джерудонг» после того, как КАФ отказался от участия в Чемпионат Брунея по футболу 2015|Суперлиге Брунея-2015, вместе со многими из его товарищей по команде. Он снова перебрался в Wijaya FC в следующем сезоне в 2016 году.

### Международная
Хотя он еще известен как Филипп Анак Ахар, он получил свой первый вызов в сборную Брунея на Кубке вызова АФК в Бангладеш. Свой дебютный матч за сборную он провёл 4 апреля 2006 года, когда он вышел на замену в победном матче над Непалом 2-1. Следующим его турниром стал отборочный турнир Кубка вызова АФК 2010, в котором он сыграл две игры из трех, все выйдя на замену.
После перехода в «Джерудонг», Шах Азахар был вызван на международный турнир в середине 2015 года, выйдя на поле в матчах против Сингапура и Камбоджи.

## Личная жизнь
Помимо футбола, Шах Азахар также является бегуном на дальние расстояния, который занимал первые места на многих местных мероприятиях. Родом из семьи бегунов, его старший брат Сефли является знаменитым брунейским марафонец, в то время как его другой старший брат Джимми, единственный спортсмен, кто представлял Бруней на летних Олимпийских играх 2004 года, выступив в беге на 1500 метров, также был профессиональным футболистом, играл за MS PDB.
Приблизительно в 2010 году Шах Азахар принял ислам и сменил свое имя Филипп.